# Freischar
Eine Freischar bezeichnet einen militärischen Freiwilligenverband, der sich, anders als reguläre Streitkräfte, ohne förmliche Autorisierung einer Kriegspartei, vielmehr auf Veranlassung einer politischen Partei oder einer bestimmten Person, an einem Krieg beteiligt. Eine Freischar im Einsatz gegen einen ausländischen Eindringling wurde oft Freikorps genannt. Der Ausdruck Freischar ist seit 1848 gebräuchlich. Die Mitglieder einer Freischar werden als Freischärler bezeichnet. Bereits 1785 veröffentlichte Johann von Ewald in Kassel seine Abhandlung über den kleinen Krieg, welche auf seinen Erfahrungen mit den Aufständischen im Unabhängigkeitskrieg der USA beruhte.

## Rechtsstellung
Die Haager Landkriegsordnung von 1907 unterschied streng zwischen Freischärlern und den Angehörigen der regulären Streitkräfte. Nach der damals herrschenden Rechtsauffassung mussten Freischärler nicht einmal vor ein Gericht gestellt werden. Sie konnten vor einem Standgericht abgeurteilt und erschossen werden. Historisches Beispiel ist etwa die Hinrichtung der Offiziere der Freischar von Ferdinand von Schill 1809.
Mit den Genfer Konventionen änderte sich diese Bewertung. Freischärler erhalten Kombattantenstatus, wenn sie eine Organisationsstruktur haben, ein von weitem erkennbares Zeichen tragen, die Waffen sichtbar bei sich führen und sich während der Kämpfe an die Gesetze und Gebräuche des Krieges halten. Sie haben außerdem einen Anspruch auf menschliche Behandlung und einen ordentlichen Prozess.

## Geschichtliche Beispiele
Freischaren setzten sich ein
- im 17. Jahrhundert unter dem Namen Snapphanar (dänisch: Snaphaner) in den ursprünglich dänischen Gebieten des heutigen Südschweden gegen die königliche schwedische Armee, vor allem im Nordischen Krieg (1674–1679)
- als deutsche Freiwilligenverbände gegen Napoleon 1813, galten dort als Freikorps, da vom König berufen
- bei den Freischarenzügen von 1844 und 1845, die 1847 zum Sonderbundskrieg in der Schweiz führten
- als Akademische Legion in der Revolution von 1848/49 im Kaisertum Österreich und im Deutschen Bund
- in der Deutschen Revolution 1848/1849
- in der Schleswig-Holsteinischen Erhebung
- im Aufstand Garibaldis zur Eroberung Siziliens und Neapels 1860

Von konservativen Kräften meist feindselig und abwertend gebraucht, gewann der Begriff besonders 1848 im Zuge der Deutschen Revolution hohe Beliebtheit. 
Es gab eine Kulturzeitschrift Der Freischärler.
Republikanische Freischaren in der Märzrevolution 1848/49
Truppenformationen der republikanischen Freischaren im Badischen Aprilaufstand 1848:
- Heckerzug: aufgestellt am 12. April 1848 in Konstanz unter dem Kommando Friedrich Heckers; anfänglich lediglich 53 Mann, nach Vereinigung mit anderen Freischärlern aus Donaueschingen wächst der Heckerzug jedoch auf 1.000 Mann an. Er wird am 20. April 1848 im Gefecht auf der Scheideck geschlagen.
- Sigel-Kolonne; aufgestellt am 15. April 1848 in Konstanz unter dem Kommando Franz Sigels aus Mitgliedern der Konstanzer Bürgerwehr; 3.000 Mann.
- Hochrhein-Kolonne; aufgestellt bis zum 17. April 1848 u. a. in Lottstetten unter Führung Gustav Struves und Joseph Weißhaars; 3.000 Mann.
- Deutsche Demokratische Legion: im Elsass und in Paris aufgestellter Freischärlerverband unter dem Kommando des Dichters Georg Herwegh; vornehmlich aus deutschen Arbeitsmigranten und republikanischen Exilanten bestehend; Rheinüberquerung am 24. April 1848; geschlagen am 27. April 1848; rund 800 Mann.